# Tibeti szakállaspapagáj
A tibeti szakállaspapagáj (Psittacula derbiana), korábbi nevén kínai papagáj, a madarak osztályának a papagájalakúak (Psittaciformes) rendjébe, ezen belül a szakállaspapagáj-félék (Psittaculidae) családjába és a szakállaspapagáj-formák (Psittaculinae) alcsaládjába tartozó faj.

## Előfordulása
Ázsiában, Kína és  India területein honos. Magas hegyvidéki erdők lakója.

## Megjelenése
Testhossza 50 centiméter, testtömege 320 gramm. Alapvetően zöld tollazatú, halványabb a tarkón és a szárnyak közepénél, a nyaknál és az arc alsó részein fekete színű. A nemek szabad szemmel is elkülöníthetőek. A tojó feje tetején a kékes árnyalat hiányzik, fülfedőin barnásvörös szalag látható, csőrének mindkét kávája fekete, míg a hímek felső csőrkávája narancsszínű.
|  |

## Életmódja
Kis csapatokban keresgéli táplálékát.

## Szaporodása

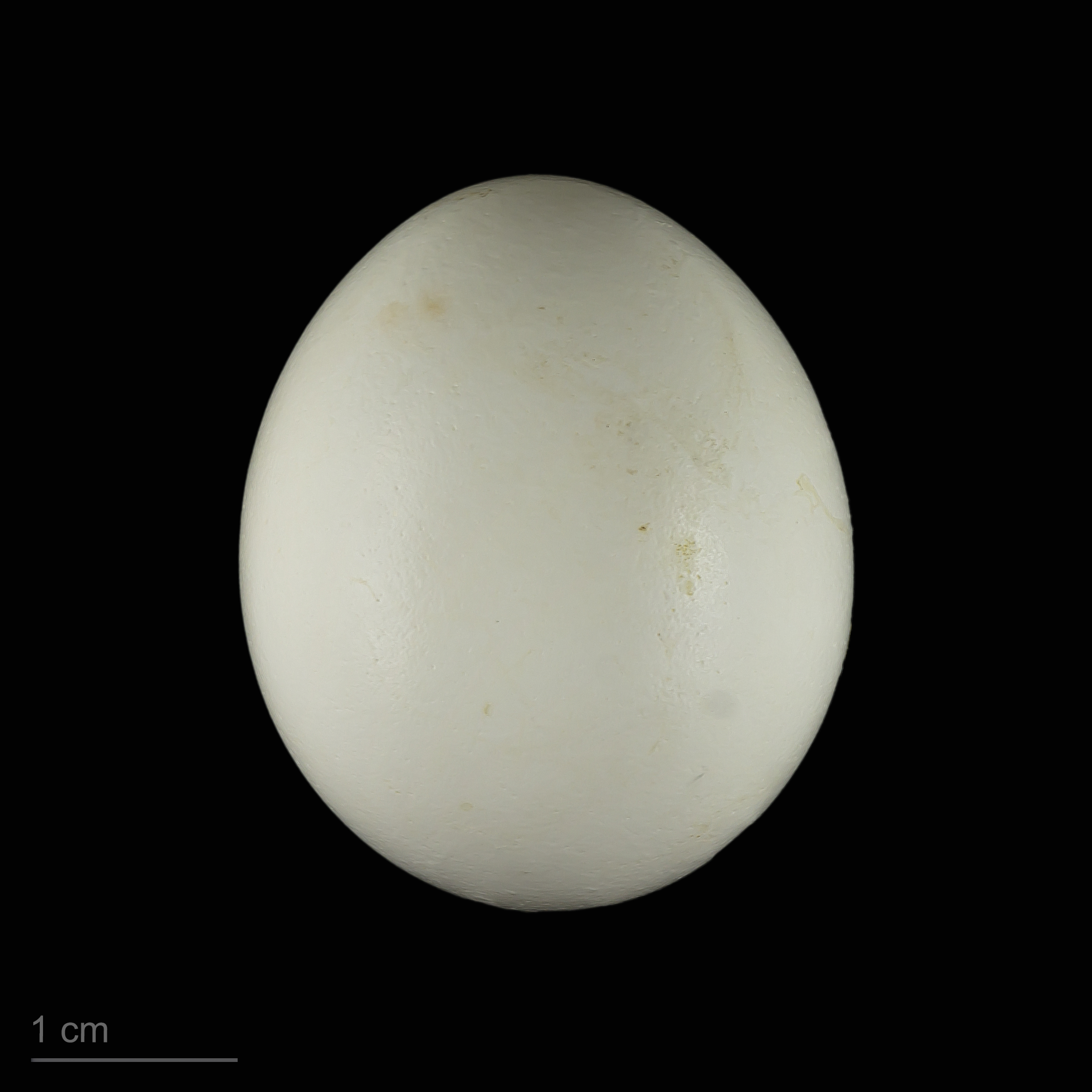
Psittacula derbiana

Június közepén kezdődik a költési időszaka. Fák üregeibe készíti fészkét. Fészekalja 2-4 tojásból áll, melyen 23 napig kotlik. A fiókák kirepülési ideje 8-9 hét.